# Dinosaur Cove
Dinosaur Cove är en vik i Australien. Den ligger i delstaten Victoria, omkring 170 kilometer sydväst om delstatshuvudstaden Melbourne.
Genomsnittlig årsnederbörd är 1 088 millimeter. Den regnigaste månaden är augusti, med i genomsnitt 145 mm nederbörd, och den torraste är februari, med 26 mm nederbörd.